# NGC 6470
NGC 6470 ist eine Balken-Spiralgalaxie vom Hubble-Typ SBb im Sternbild Drache am Nordsternhimmel, die schätzungsweise 74 Millionen Lichtjahre von der Milchstraße entfernt ist.
NGC 6470 ist Bestandteil eines optischen Galaxienclusters aus den sechs nahe beisammenstehenden Galaxien NGC 6456, NGC 6463, NGC 6470, NGC 6471, NGC 6472 und NGC 6477. Eine abschließende eindeutige Identifikation auf Basis von Swifts Beobachtungen steht immer noch aus.
Das Objekt wurde am 9. Juni 1886 von Lewis A. Swift entdeckt.